# Åke Grandell
Rolf Åke Grandell, född 18 mars 1938 i Lovisa, död 21 februari 2015, var en finländsk radioman och musiker.

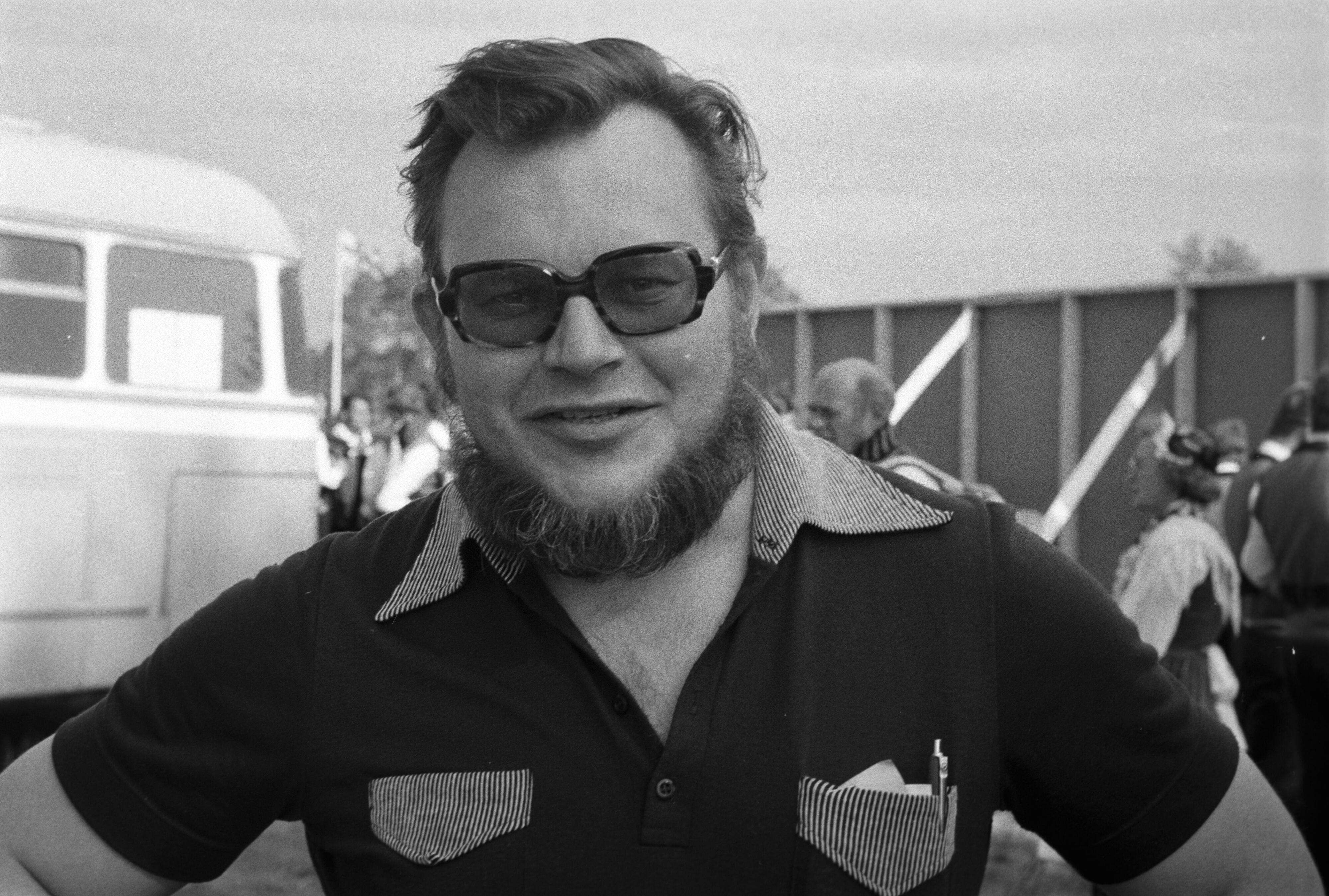
Åke Grandell.

Grandell avlade 1964 kandidatexamen i humanistiska vetenskaper och var 1965–66 lärare i engelska vid Hangö svenska samskola. Under åren 1967–2001 som underhållningsredaktör vid Yle rundradios svenska avdelning, där han bland annat ansvarade för jazz och finlandssvensk folkmusik. Han grundade 1973 spelmanslaget Halsbrytarna, i vilket han spelade basfiol. Han skrev även vis- och sångtexter och verkade som skivproducent.